# Janez J. Švajncer
Janez Janez Švajncer (krajše Janez J. Švajncer), slovenski brigadir, zgodovinar, pisatelj, novinar, muzealec, pravnik, urednik, veteran vojne za Slovenijo, * 3. julij 1948, Ljubljana.
Janez J. Švajncer je bil rojen kot Janez Švajncer, J. pa je k svojemu imenu dodal, da bi ga razlikovali od očeta Janeza Švajncerja, ki je bil pisatelj.

## Življenje
Rojen Mariji in Janezu Švajncer 3. julija 1948 v Ljubljani. Zgodnja leta preživel na majhni kmetiji maminih staršev v Hranjigovcih nad Ormožem.
Leta 1967 je maturiral na gimnaziji v Mariboru, tri leta pozneje pa na Višji pravni šoli (Maribor). 1968-69 voditelj študentskega gibanja v Mariboru. 1969 izvoljen za poslanca Skupščine Republike Slovenije.  V šolskem letu 1970-71 obiskoval 3. letnik Pravne fakultete v Ljubljani. 1971 se poročil s študentko ekonomije Majo Peternelj. Otroci: Maja (1972), Tanja (1973), Zarja (1979), Matjaž (1986), Jurij (1988).
Leta 1971 je bil poklican na služenje vojaškega roka. Od 27. novembra 1971 do konec julija 1972 je bil na služenju v šoli za rezervne častnike pehote v Bileći, ki jo je končal kot 4-5 v generaciji.
Avgusta 1972 je bil poslan na tečaj za rezervne oficirje vojaške policije (Pančevo). Med septembrom in novembrom 1972 je bil vodnik-stažist v četi vojaške policije v Postojni.
1973-74 zaposlen na Republiškem sekretariatu za notranje zadeve. Leta 1973 na šolanju v Beogradu, kot prvi po rangu končal zvezno šolo Službe državne varnosti.
Službo državne varnosti leta 1974 samovoljno zapustil, od 1. januarja 1975 novinar dnevnika Večer v Mariboru.
1976-78 glavni urednik Večera, odstavljen zaradi člankov o generalu Maistru.
Od 1. februarja 1979 dopisnik komunista iz Maribora, spomladi 1990 zaradi knjige Ministrova sprejemnica poslan med brezposelne. Brezposeln 8 mesecev.
s 1. decembrom 1990 se je zaposlil na Republiškem sekretariatu za ljudsko obrambo z nalogo, da Teritorialni obrambi da videz slovenske vojske in to tudi uveljavi.
1991-93 načelnik Oddelka za domovinsko vzgojo Republiškega štaba in pomočnik načelnika
Predavatelj vojne in vojaške zgodovine na šoli za častnike, eno generacijo na šoli za podčastnike in šoli za častnike vojnih enot.
1993-94 podsekretar Ministrstva za obrambo in direktor Uprave za vojaške zadeve
Leta 1994 nezakonito odstavljen, kot je razsodilo sodišče, nato 1996 administrativno upokojen.
Po upokojitvi iz Slovenske vojske se je Švajncer posvetil vojaškemu zgodovinopisju in vodenju Vojnega muzeja Logatec.
Prav tako je odgovorni urednik Vojnozgodovinskega zbornika.
1997 postavil Vojni muzej Logatec.
Leta 2020 je v intervjuju za revijo Reporter izrazil pobudo za preoblikovanje Slovenije iz republike v monarhijo. Kot primerne kandidate za prestol je predlagal potomce Habsburžanov, Karadžordževičev ter Bonapartov, torej rodbin, ki so imele v preteklosti na Slovenskem prostoru vladajoči položaj.

## Napredovanja
- podporočnik - 22. maj 1973
- poročnik - 3. november 1978
- kapetan - 9. september 1983
- kapetan 1. razreda - 4. oktober 1988
- major - 23. april 1991
- podpolkovnik - 18. junij 1993
- polkovnik - preskočil
- brigadir - 24. marec 1994
- naslovni generalmajor (1993-94)

## Odlikovanja in nagrade
Vojaška odlikovanja
- red generala Maistra 3. stopnje z meči (26. december 1991)
- red Slovenske vojske (18. maj 1993)
- spominski znak TO 1991 (2. junij 1991)
- spominski znak Obranili domovino 1991
- bojni znak Brnik 27. 6. 1991
- častni znak svobode Republike Slovenije (št. 17-1-6/92)

Civilne nagrade
- Kajuhova nagrada leta 1983 - Čuden dan v Bukevci
- Bronasta plaketa Numizmatičnega društva Slovenije (1986)
- Literary Medal, Orders and Medals Society of USA
- 2003: Valvasorjevo častno priznanje za ureditev Vojnega muzeja Logatec[2]
- Odlikovanje za posebne zasluge Gasilske zveze Slovenije
- Gasilsko odlikovanje I. st. Gasilske zveze Slovenije
- Priznanje Občine Logatec za posebne dosežke